# آنتسناوولو
آنتسناوولو (به لاتین: Antsenavolo) یک منطقهٔ مسکونی در ماداگاسکار است که در مننجری واقع شده‌است. آنتسناوولو ۱۶٬۰۰۰ نفر جمعیت دارد و ۱۶۲ متر بالاتر از سطح دریا واقع شده‌است.